# Pajaru
Pajaru (nep. पजारु) – gaun wikas samiti w zachodniej części Nepalu w strefie Bheri w dystrykcie Jajarkot. Według nepalskiego spisu powszechnego z 2001 roku liczył on 1003 gospodarstw domowych i 5483 mieszkańców (2731 kobiet i 2752 mężczyzn).